# Conus nebulosus
Conus nebulosus é uma espécie de gastrópode do gênero Conus, pertencente à família Conidae.